# Antabamba (província)
Antabamba é uma província do Peru localizada na região de Apurímac. Sua capital é a cidade de Antabamba.

## Distritos da província
- Antabamba
- El Oro
- Huaquirca
- Juan Espinoza Medrano
- Oropesa
- Pachaconas
- Sabaino